# هدهد درختی سرسفید
هدهد درختی سرسفید (نام علمی: Phoeniculus bollei) نام یک گونه از سرده هدهد درختی است.